# Proces generałów
Uzasadnienie:  Oba artykuły dotyczą tego samego procesu

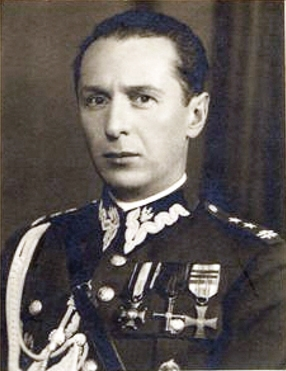
Stanisław Tatar

Proces generałów – stalinowski pokazowy proces sądowy, wytoczony w 1951 przeciwko czterem generałom: Stanisławowi Tatarowi, Jerzemu Kirchmayerowi, Stefanowi Mossorowi i Franciszkowi Hermanowi, pułkownikowi Marianowi Utnikowi i innym, oskarżonym o szpiegostwo. Cała czwórka została skazana na dożywotnie więzienie. Głównym oskarżycielem był naczelny prokurator wojskowy Stanisław Zarakowski.
W procesie została wymieniona także osoba generała Bronisława Prugara-Ketlinga (zmarły w 1948), jako organizatora antypaństwowego spisku grupy wyższych oficerów Wojska Polskiego.
Od 18 sierpnia 2006 przed Wojskowym Sądem Garnizonowym w Warszawie toczył się proces czterech żyjących jeszcze funkcjonariuszy władz komunistycznych, śledczych byłego Głównego Zarządu Informacji oskarżonych o nieludzkie traktowanie generałów w trakcie śledztwa. Za te oraz inne zbrodnie prokuratura (prowadzący prokurator Piotr Dąbrowski) postawiła oskarżonym (między innymi Marianowi Popiołkowi oraz Kazimierzowi Turczyńskiemu) zarzut zbrodni przeciwko ludzkości.
19 kwietnia 2007 wyrokiem Wojskowego Sądu Garnizonowego w Warszawie Marian Popiołek, Kazimierz Turczyński, Zbigniew Krauze oraz Czesław Świstek zostali skazani – wyroki (kary więzienia od 14 miesięcy do 2 lat) zostały zawieszone. Jednym z ważniejszych materiałów dowodowych był tak zwany raport komisji Mazura z 1957. Sąd zezwolił na ujawnienie nazwisk skazanych.